# Audio Antihero
Audio Antihero ist ein britisches Independent-Label aus dem Südosten Londons, welches im Oktober 2009 von Jamie Halliday gegründet wurde. Bekannt wurde das Label durch die Veröffentlichung von Nosferatu D2s We’re Gonna Walk Around This City With Our Headphones on to Block Out the Noise und Benjamin Shaws I Got the Pox, the Pox Is What I Got. Dazu gehörten Kritiken von Drowned in Sound, The Skinny und Pitchfork, sowie von unter anderem den Radiosendern BBC 6 Music, Triple R, Resonance FM und NME Radio. Das Label erhielt weiterhin Unterstützung von dem Leadsänger der Band Los Campesinos! und Nic Dalton, ehemals Mitglied bei The Lemonheads.
Im Jahr 2011 veröffentlichte das Label eine Reihe von EPs. Die Künstler und Bands waren Jack Hayter (ehemals bei Hefner), Broken Shoulder, Wartgore Hellsnicker, Paul Hawkins & The Awkward Silences und Fighting Kites.
Die Erlöse der Kompilation Bob Hope Would., die im selben Jahr veröffentlicht wurde, kommen den Opfern des Tōhoku-Erdbebens zugute und die Kompilation bekam eine positive Presse. Jack Hayter spielte in Greenwich, London für denselben guten Zweck.
Im selben Jahr begann der Umsatz des Labels sich langsam zu steigern. Der Labelgründer Jamie Halliday wurde von Tom Robinson für BBC 6 Music interviewt und schrieb eine „Do & Don’t“ Anleitung für die Führung eines Independent-Label für die Webseite von BBC. Die Band Johnny Foreigner empfahl Audio Antihero in ihrem Blog und die Seite Another Form of Relief nannte es das „wahrscheinlich großartigste Ein-Mann-Label der Welt.“

## Künstler und Bands, die bei Audio Antihero etwas veröffentlicht haben
- Benjamin Shaw
- Broken Shoulder
- CHUCK
- Cloud
- Fighting Kites
- Frog
- Jack Hayter
- Low Low Low La La La Love Love Love
- Nosferatu D2
- Paul Hawkins & The Awkward Silences
- Roster
- The Superman Revenge Squad Band
- Wartgore Hellsnicker

Stand: August 2016